# Teleonomia
La teleonomia és un terme forjat per Jacques Monod que es refereix a la qualitat d'aparent propòsit i d'orientació a objectius de les estructures i funcions dels organismes vius, la qual deriva de la seva història i de la seva adaptació evolutiva per l'èxit reproductiu.
El terme fou pensat per Monod en contraposició al de teleologia (aplicable a finalitats que són plantejades per un agent que pugui internament modelar o imaginar diversos futurs alternatius, procés en què té cabuda la intenció, el propòsit i la previsió) al voltant de 1970 i exposat al seu llibre L'atzar i la necessitat. Un procés teleonòmic, tanmateix, com podria entendre's per exemple la pròpia evolució, dona lloc a productes complexos sense comptar amb aquesta guia o previsió. L'evolució comprèn en gran part la retrospecció, car les variacions que la componen efectuen involuntàriament «prediccions» sobre les estructures i funcions que millor poden fer front a circumstàncies futures, participant en una competició que elimini els perdedors i seleccioni els guanyadors per a la generació següent.
A mesura que s'acumula informació sobre les funcions i les estructures més beneficioses, es produeix la regeneració de l'entorn mitjançant la selecció de les coalicions més aptes d'estructures i funcions. La teleonomia, en aquest sentit, estaria més relacionada amb efectes passats que amb propòsits immediats.